# Theclinesthes
Theclinesthes is een geslacht van vlinders van de familie Lycaenidae, uit de onderfamilie Lycaeninae.

## Soorten
- T. albocincta (Waterhouse, 1903)
- T. hesperia Sibatani & Grund, 1978
- T. miskini (Lucas, 1889)
- T. onycha (Hewitson, 1865)
- T. serpentata (Herrich-Schäffer, 1869)
- T. sulpitius (Miskin, 1890)